# Інспектор Гулл
«Інспектор Гулл» (рос. «Инспектор Гулл») — російський радянський художній фільм 1979 року режисера Олександра Прошкіна за мотивами п'єси Джона Бойнтона Прістлі «Він прийшов».

## Сюжет
Поважна родина Берлінг справляє маленьке сімейне свято — заручення дочки Шейли. Раптово в будинку з'являється непроханий гість — поліцейський інспектор Гулл. Він повідомляє, що вранці якась дівчина Єва Сміт покінчила життя самогубством і починає довгу і важку розмову, в ході якої з'ясовується, що всі п'ятеро членів сім'ї свого часу перетиналися з покійною і кожен залишив в її житті важку мітку …

## У ролях
- Юозас Будрайтіс
- Олена Проклова
- Володимир Зельдін — Артур Берлінг
- Ельза Радзиня
- Лембіт Ульфсак
- Івар Калниньш
- Аніта Грубе
- Анда Зайце
- Паул Буткевич
- Юріс Стренга

## Творча група
- Автори сценарію: — Олександр Прошкін
- Режисери-постановники: — Олександр Прошкін
- Оператори-постановники: — Фелікс Кефчіян
- Композитори: — Едуард Артем'єв